# Ruhrstahl
Die Ruhrstahl AG war ein Stahl- und Maschinenbauunternehmen mit Sitz in Witten, ab 1951 in Hattingen.

## Geschichte
Die Ruhrstahl AG mit Stammsitz in Witten wurde durch die Vereinigte Stahlwerke AG als Tochtergesellschaft gegründet, nachdem 1930 mehrere Unternehmen erworben wurden, und war bis 1963 ein deutscher Stahlhersteller. Sie bestand aus folgenden 6 Werken:
- der Henrichshütte in Hattingen (bis 1930 zu Henschel & Sohn, Kassel),
- den Werken Oberkassel (ehem. Stahlwerk Krieger), Gelsenkirchen und dem Annener Gussstahlwerk in Witten-Annen der Rheinisch-Westfälische Stahl- und Walzwerke AG aus Gelsenkirchen (Tochter der Gebr. Stumm GmbH),
- der Gussstahlwerk Witten AG (ebenfalls der Tochter der Gebr. Stumm GmbH) sowie
- dem Werk Brackwede der Vereinigte Preß- u. Hammerwerke Dahlhausen-Bielefeld AG.

Während des Zweiten Weltkrieges waren diese Rüstungshersteller. Im Gussstahlwerk Witten wurden u. a. Geschosse und Geschütze hergestellt. Deshalb wurden sie ab 1945 stillgelegt. Die Ruhrstahl AG wurde aus den Vereinigten Stahlwerken herausgetrennt und der Sitz nach Hattingen verlegt. Es verblieben die Henrichshütte, das Werk Brackwede und das Annener Gussstahlwerk bei der Ruhrstahl AG. In Hattingen wurde der Hüttenbetrieb wieder aufgenommen, in Annen wurde die Rüstungsproduktion eingestellt, durfte nun aber Eisenbahnen reparieren sowie Pumpen und den Ruhrstahl Geräteträger (Traktor-ähnliches Gerät) herstellen. 1954 wurde die Gußstahlwerke Oberkassel AG wieder erworben, sodass das Werk zur Ruhrstahl zurückkehrte. 1955 wurde nun auch Ruhrpumpen erworben, die von da an (bis heute, Stand 2024) im Annener Werk produzierte. Ende der 1950er wurde in der Henrichshütte das Ruhrstahl-Heraeus-Verfahren entwickelt, das unter diesem Namen noch heute zur Vakuumentgasung von Stahl benutzt wird.
1957 wurde Ruhrstahl dann ein Bestandteil des Rheinstahl-Konzerns und wurde 1963 mit der Rheinisch-Westfälischen Eisen- und Stahlwerke AG aus Mülheim zur Rheinstahl Hüttenwerke AG zusammengelegt. Der Rheinstahl-Konzern wurde wiederum 1973 von Thyssen übernommen, sodass alle Werke nun zum Thyssen-Konzern gehörten.

### Situation heute
Die Henrichshütte kam zur Thyssen Stahl AG und wurde ab 1984 sukzessive stillgelegt, die Hochöfen 1987 ausgeblasen. Die Anlagen sind teilweise museal erhalten.
Das bereits ab 1951 ausgegliederte Werk Witten gehörte später zur Thyssen Edelstahlwerke und dann zur Edelstahl Witten-Krefeld GmbH, bis Thyssenkrupp es 2005 an die Schweizer Swiss Steel AG verkaufte. Heute gehört es zur Deutsche Edelstahlwerke Specialty Steel.
Das Annener Gussstahlwerk ist heute Teil des Wittener Industrie und Technologie Parks, u. a. ist die Firma Ruhrpumpen weiter hier ansässig.
Das Werk Düsseldorf-Oberkassel (in Lörick) kam zur Thyssen Gießerei AG und wurde schließlich 1982 stillgelegt. Auf dem Gelände sind heute Bürogebäude von verschiedenen Unternehmen errichtet. Ebenso wurde das Gussstahlwerk Gelsenkirchen 1984 stillgelegt, hier entstand der Wissenschaftspark Gelsenkirchen.
Das Werk Brackwede kam ab 1984 zur Thyssen Umformtechnik GmbH und war nach der Fusion mit Krupp ab 1999 Teil des Thyssenkrupp-Konzerns. Durch eine Anpassung der Stahl-Strategie des Konzerns wurde das Werk an den spanischen Gestamp-Konzern verkauft. Heute firmiert es als Gestamp Umformtechnik GmbH.

## Bekannte Produkte
Neben den Halbfabrikaten und Stahlwaren sind einige Produkte bis in das 21. Jahrhundert erhalten. Dazu gehört der Traktor Ruhrstahl Geräteträger, der zum Produktbereich der Annener Hütte zählte.